# یوام‌ام آلتر ۲

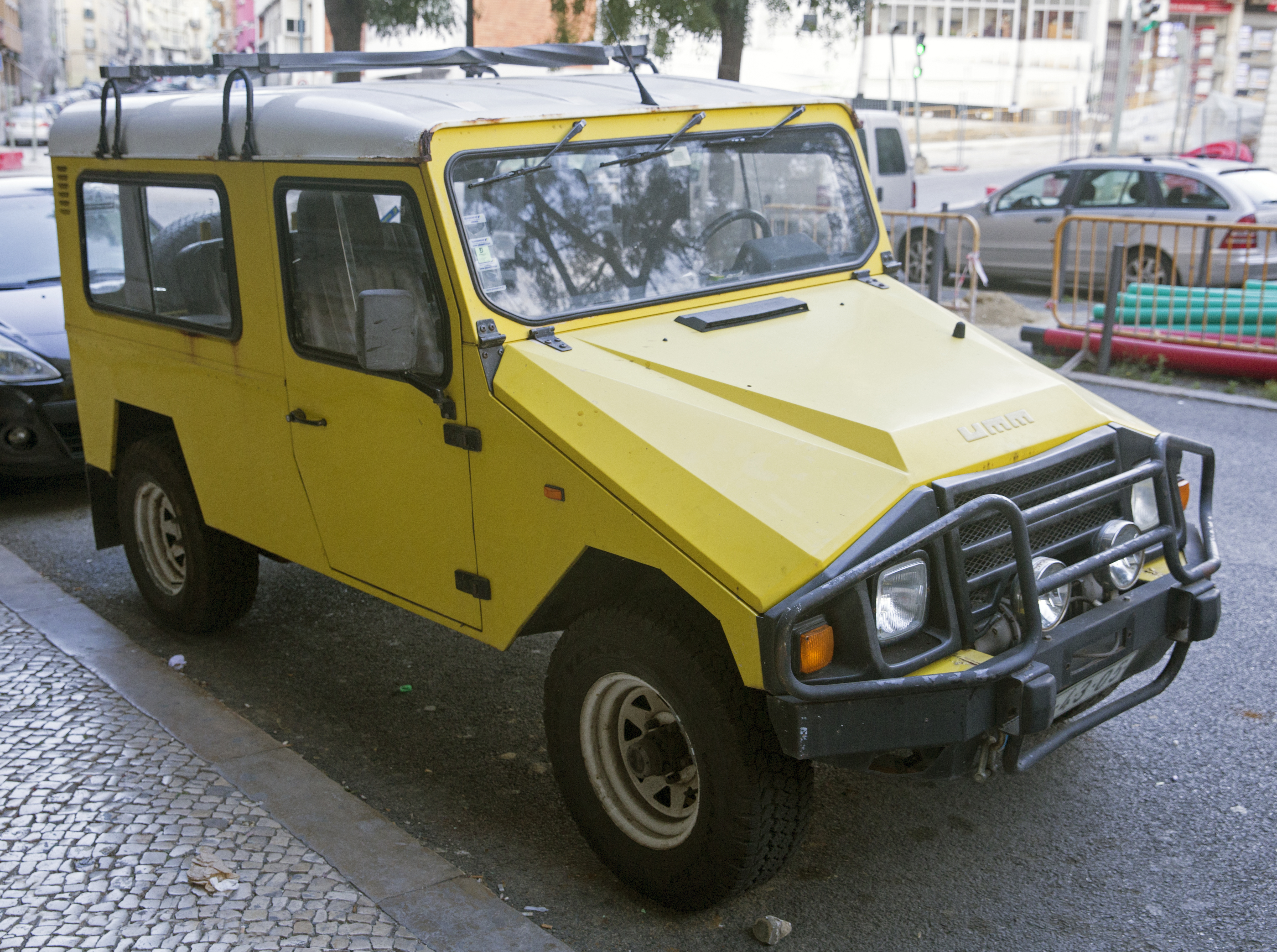
تصویری از یوام‌ام آلتر ۲

یوام‌ام آلتر ۲ (UMM Alter II) خودرویی است که در سال‌های ۱۹۸۶ تا ۱۹۹۴در ستوبال و پرتغال تولید شده‌است.
این خودرو در کلاس خودروی بیابانگرد قرار گرفته، طراحی آن خودروهای موتور جلو-محور عقب و خودرو چهار چرخ محرک بوده ‌است. سیستم جعبه‌دندهٔ آن ۵ دنده به صورت دستی است.